# 唐国庆
唐国庆（1957年10月—），内蒙古赤峰人，中国人民解放军中将。

## 生平
1976年入伍，中共党员。中共中央党校国际政治专业毕业。2004年，任第二炮兵第五十二基地政委。2013年12月，任中国人民解放军第二炮兵政治部主任。2014年12月，任第二炮兵副政委。2015年12月31日，进入新成立的中国人民解放军火箭军首任领导班子，出任副政治委员。2016年8月，兼任火箭军党委政法委书记。2018年7月，改任南京军区善后办政委。
2006年7月，晋升少将军衔。2015年7月，晋升中将军衔。
2008年，当选第十一届全国人民代表大会解放军代表。